# Instituto Max Planck de Conversión de Energía Química
El Instituto Max Planck de Conversión de Energía Química (MPI CEC) es un instituto de investigación de la Sociedad Max Planck. Se encuentra en la localidad alemana de Mülheim.

## Investigación
El MPI CEC investiga los procesos químicos fundamentales en la transformación de la energía y contribuye al desarrollo de catalizadores nuevos y eficientes. Su enfoque de esta problemática se basa en un profundo conocimiento de las reacciones químicas subyacentes y en la multidisciplinariedad.

## Departamentos

### Espectroscopia inorgánica
Directora: Serena DeBeer
El departamento de Espectroscopia Inorgánica se centra en el desarrollo y la aplicación de herramientas avanzadas de espectroscopia de rayos X para comprender los procesos de la catálisis biológica y química. 

#### Grupos de investigación
- Enzimas convertidoras de energía (James Birrell)
- Química computacional (Ragnar Björnsson)
- Bioquímica de las metaloproteínas (Laure Decamps)
- Instrumentación de espectroscopia de rayos X (Sergey Peredkov)
- Síntesis química (Christina Römelt)
- Proteínas en electrodos (Olaf Rüdiger)
- Síntesis química, análisis de estructuras con rayos X (Thomas Weyhermüller)

### Catálisis molecular
Director: Walter Leitner
La investigación del departamento de Catálisis Molecular se centra en el desarrollo de tecnologías para la conversión de energías y materias primas renovables en combustibles y productos químicos sostenibles. 

#### Grupos de investigación
- Sistemas Catalíticos Multifuncionales (Alexis Bordet)
- Electrocatálisis organometálica (Nicolas Kaeffer)
- Catálisis multifásica (Andreas Vorholt)

### Reacciones heterogéneas
Director: Robert Schlögl
El departamento de Reacciones Heterogéneas investiga, entre otras cosas, en una mejor comprensión de los procesos de división electrocatalítica del agua. El objetivo es generar conocimientos y soluciones genéricas para la síntesis y el análisis de sistemas de conversión de energía química. 

#### Grupos de investigación
- Análisis de la estructura superficial (Mark Greiner)
- Síntesis y aplicaciones del carbono (Saskia Heumann)
- Electrocatálisis (Anna Mechler)
- Tecnología catalítica (Holger Ruland)

### Grupos de investigación independientes
- Grupo de investigación EPR (Alexander Schnegg)
- Transformaciones selectivas controladas por catalizador y diseño de ligandos (Manuel van Gemmeren)
- Catálisis organometálica sinérgica (Christophe Werlé)

Wolfgang Lubitz, del Departamento de Química Biofísica, es director emérito del Instituto.

## Historia
Como uno de los 84 institutos de la Sociedad Max Planck, primero formó parte del vecino Instituto Max Planck de Investigación del Carbón y se independizó en 1981 con el nombre de Instituto Max Planck de Química de las Radiaciones. En 2003 pasó a llamarse Instituto Max Planck de Química Bioinorgánica, para reflejar el cambio de su orientación investigadora. Tras una importante reestructuración y ampliación de sus departamentos en 2011, se restableció en 2012 como Instituto Max Planck de Conversión Química de la Energía.